# Francisco Montecillo Padilla
Francisco Montecillo Padilla (né le 17 septembre 1953) est un prélat philippin de l'Église catholique qui travaille au service diplomatique du Saint-Siège depuis 1985. Il représente le Saint-Siège, en tant que nonce apostolique ou délégué apostolique, auprès de plusieurs pays de la Péninsule arabique. Le 17 avril 2020, il est nommé nonce apostolique au Guatemala (en).

## Biographie
Francisco Montecillo Padilla est né le 17 septembre 1953 à Cebu, Philippines, dixième d'une fratrie de treize enfants. Il se prépare à la prêtrise à Cebu, d'abord au Petit Séminaire Jean-XIII, puis au Grand Séminaire San Carlos. Il a obtenu ses diplômes de théologie au Séminaire central de l'Université de Santo Tomas à Manille Il est ordonné le 21 octobre 1976 par le cardinal Julio Rosales y Ras. Il poursuit ensuite ses études à Rome, obtenant des diplômes à l'Université pontificale Saint-Thomas d'Aquin.

## Carrière diplomatique
Il entre au service diplomatique du Saint-Siège le 1er mai 1985. Ses premières missions le conduisent en République dominicaine (en), au Venezuela (en), en Autriche (en), en Inde (en) et au Japon (en).
Il est basé en Australie (en) lorsque, le 1er avril 2006, le pape Benoît XVI le nomme archevêque titulaire de Nebbio et nonce apostolique en Papouasie-Nouvelle-Guinée (en) et aux Îles Salomon (en). Le 23 mai, il reçoit sa consécration épiscopale des mains du cardinal Ricardo Jamin Vidal.
Le 10 novembre 2011, le pape Benoît le nomme nonce apostolique en Tanzanie (en).
Le pape François le nomme nonce apostolique au Koweït (en) et délégué apostolique dans la péninsule arabique (en) le 5 avril 2016. Il est également nommé nonce apostolique à Bahreïn (en) et aux Émirats arabes unis (en) le 26 avril 2016 Le 30 juillet 2016, il est nommé nonce au Yémen (en) Le 6 mai 2017, il est également nommé nonce apostolique au Qatar (en).
Le 17 avril 2020, il est nommé nonce apostolique au Guatemala (en),.